# Nkongwala
Nkongwala est un village de la Région du Nord au Cameroun. Il est situé dans la commune de Madingring dans le département du Mayo-Rey.

## Géographie
Le village est à proximité des localités de Madingring Ville, de Dangai, de Djamboutou, de Gor.
Le climat dans l'arrondissement de Madingring est un climat tropical soudano-guinée. Il est caractérisé par 6 mois de pluie, puis 3 mois de saison sèche et enfin 3 mois de climat de transition. La hauteur des précipitations est mesurée entre 1200 et 1500 mm/an.

## Population et Société
Les ethnies vivant dans la Commune de Mandingring sont : les Lamés, les Mboum, les fulbés, et les Dii/Dourou. Les autres ethnies sont les Ngambaye, les Laka, les Sarah, les Toupouri, les Haoussas, les Moundang, les Arabes Choas, les Guidar.

### Population totale
En 2005, la population du village était de 400 habitants. La population était en 2005 composée de 208 hommes et de 192 femmes.